# Soyuz MS-24
Soyuz MS-24 foi um voo espacial com lançamento ocorrido no dia 15 de setembro de 2023.

## Tripulação
A tripulação original teria uma cosmonauta visitante da bielorrússia, mas sua equipe foi adiada para a MS-25, quando a tripulação da MS-23 (que foi lançada de forma não tripulada) assumiu a MS-24.
Lançamento
| Posição             | Tripulante     | Duração                 | Pousará na  |
| ------------------- | -------------- | ----------------------- | ----------- |
| Comandante          | Oleg Kononenko | 554 dia(s) e -8 hora(s) | Soyuz MS-25 |
| Engenheiro de voo 1 | Nikolai Tchub  | 554 dia(s) e -8 hora(s) | Soyuz MS-25 |
| Engenheira de voo 2 | Loral O'Hara   | 203d 15h 32m 25s        | Soyuz MS-24 |

Pouso
| Posição                      | Tripulante           | Duração                 | Lançará na  |
| ---------------------------- | -------------------- | ----------------------- | ----------- |
| Comandante                   | Oleg Novitskiy       | 363 dia(s) e 19 hora(s) | Soyuz MS-25 |
| Participante do voo espacial | Marina Vaciliouskaia | 363 dia(s) e 19 hora(s) | Soyuz MS-25 |
| Engenheira de voo 2          | Loral O'Hara         | 203d 15h 32m 25s        | Soyuz MS-24 |